# 爱德华·舍雷尔
爱德华·舍雷尔（德語：Eduard Scherrer，1890年4月15日—1972年7月4日），瑞士男子雪车运动员。他曾代表瑞士参加1924年冬季奥林匹克运动会雪车比赛，联同阿尔弗雷德·内沃、阿尔弗雷德·施莱皮和海因里希·施莱皮获得男子四人金牌。